# Гарбей, Марсия
Марсия Алехандра Гарбей Монтелль (исп. Marcia Alejandra Garbey Montell, 9 февраля 1949, Сантьяго-де-Куба, Орьенте — 1 января 2024, Сантьяго-де-Куба) — кубинская легкоатлетка, специализировавшаяся в спринте и прыжках в длину. Участница летних Олимпийских игр 1968 и 1972 годов, трёх Панамериканских игр, Игр Центральной Америки и Карибского бассейна. Первая кубинская финалистка Олимпийских игр в прыжках в длину. 
Младшая сестра кубинского боксёра, двукратного призёра Олимпийских игр Роландо Гарбея.

## Биография
Марсия Гарбей родилась 9 февраля 1949 года в Сантьяго-де-Куба.
В 1966 году заняла третье место в прыжках в длину на Центральноамериканских и Карибских играх в Сан-Хуане с результатом 5,47 м.
В 1967 году 18-летняя Гарбей стала чемпионкой Панамериканских игр в Виннипеге в эстафете 4×100 метров (совместно с Виолеттой Кесадой, Кристиной Эчеверрией и Мигелиной Кобиан). Сборная США была дисквалифицирована в финале. На соревнованиях по прыжкам в длину Гарбей показала шестой результат — 5,99 м.
В 1968 году Гарбей принимала участие в летних Олимпийских играх в Мехико, где заняла 17-е место в прыжках в длину с результатом 6,14 м. В команде Кубы в эстафете 4×100 метров Гарбей была запасной и на старт не выходила. Кубинки, в составе которых бежали две чемпионки Панамериканских игр 1967 года, заняли второе место после сборной США.
В 1970 году выиграла золото в прыжках длину на Центральноамериканских и Карибских играх в Панаме с результатом 6,60 м.
В 1971 году на Панамериканских играх в Кали Гарбей показала седьмой результат в прыжках в длину.
На Олимпийских играх 1972 года в Мюнхене Гарбей заняла 4-е место в прыжках в длину с результатом 6,52 м.
В 1974 году вновь стала чемпионкой Центральноамериканских и Карибских игр в Санто-Доминго с результатом 6,48 м.
В 1975 году на Панамериканских играх в Мехико она показала пятый результат в прыжках в длину — 6,38 м.
Умерла 1 января 2024 года в Сантьяго-де-Куба, через две недели после смерти своего брата Роландо.